# 斎木きな
斎木 きな（さいき きな、1979年2月16日 - ）は、日本のAV女優。斉木 きなは誤記。

## 略歴
福岡県出身。1998年、『楽園の果実』でAVデビュー。2006年、宇宙企画よりメモリアルDVDが発売された。

## 作品

### アダルトビデオ
- 楽園の果実（1998年4月26日、宇宙企画）
- 姫あそび（1998年5月17日、宇宙企画）
- 恥じらいワルツ（1998年6月14日、宇宙企画）
- 夢見る濡れすぎ乙女　乳首の片思い（1998年11月22日、芳友舎）
- 宇宙企画Memorial 斎木きな（2006年1月13日、宇宙企画）